# Elusa
Elusa est la cité aquitano-romaine des Elusates dans le sud-ouest de la Gaule de César, l'actuelle ville d'Eauze dans le département du Gers. Le nom de cette cité vient du nom du peuple aquitain (proto-basque) des Elusates. Il a évolué en Elsa au Xe siècle, puis Euso en gascon et, enfin, Éauze en français.

## Histoire

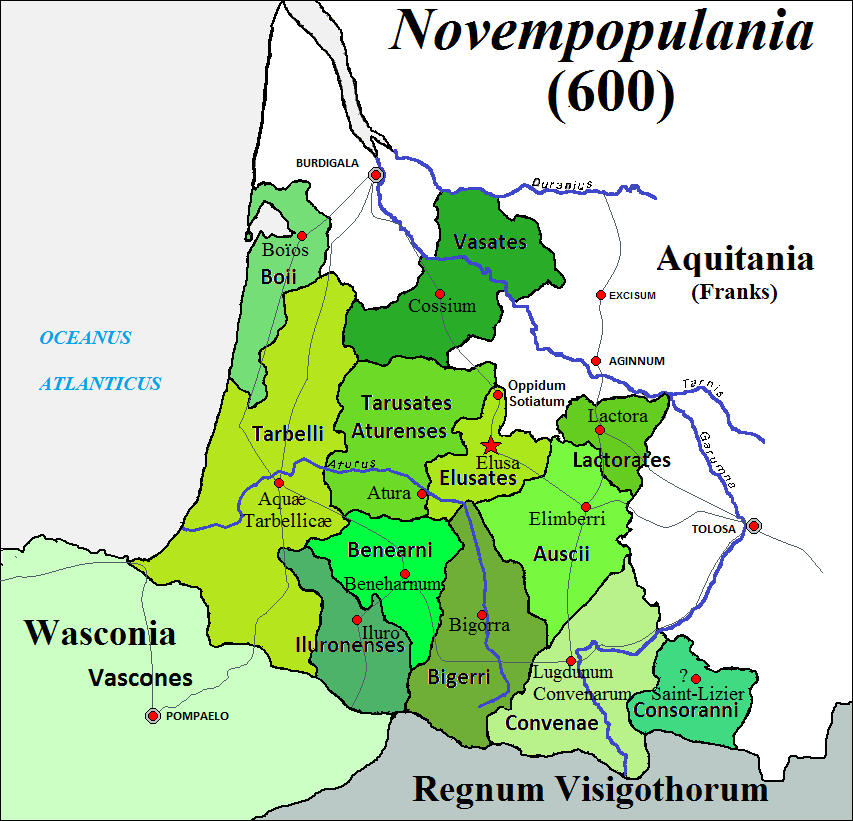
La Novempopulanie dont Elusa est la capitale.

Les Elusates sont cités par Jules César dans ses Commentaires de la Guerre des Gaules, comme un des peuples aquitains vaincus par son lieutenant Publius Crassus en 56 avant notre ère. Leur territoire, augmenté de celui des Sotiates, est choisi pour l'implantation d'une cité dotée d'un urbanisme romain de type colonial.
Elusa est fondée au début du Ier siècle de notre ère, à 3 km au Sud de l'oppidum des Elusates, sur la première terrasse surplombant la rivière de la Gélise. Les rues, cardo et decumanus formant une trame urbaine orthogonale, ont été tracées dès cette fondation. La ville fut intégrée au réseau des principales voies romaines.
Elle est érigée en civitas et elle obtient le statut de colonie de droit latin. En effet, dès le Ier siècle de notre ère, Elusa est administrée par un collège de notables, l'Ordo elusatium, et elle est dirigée par deux Duumviri. Un Flamine assurant le culte à Rome et à Auguste, est également attesté.
Profitant de la Pax Romana durant le Haut Empire, la cité prospère et atteint une superficie d'une cinquantaine d'hectares. 
Les inscriptions lapidaires retrouvées montrent que la ville honore particulièrement la dynastie des Sévères (193-235).
Vers la fin du IIIe siècle, la ville est élevée au rang de métropole, capitale administrative de la province romaine de Novempopulanie. 
Il semble que la ville soit encore florissante au IVe siècle. Son déclin est sensible à partir du Ve siècle.
Siège d'un évêché métropolitain, la liste des prélats d'Elusa peut être suivie jusqu'à la fin du VIIe siècle. 
Signe de sa déchéance, à partir du IXe siècle, le titre de métropolitain est donné aux évêques d'Auch, les deux évêchés étant fusionnés.

## Quelques personnages nés à Elusa
- Rufin, 335-395, Préfet du prétoire d'Orient, consul, tuteur de l'empereur Arcadius.
- Sainte Sylvie d'Aquitaine, vers 330 - vers 406 à Brescia (Italie), sœur de Rufin.
- Saint Philibert, 616-684, fondateur des abbayes de Jumièges et de Noirmoutier.

## Vestiges antiques
- Le trésor d'Eauze, enfoui en 261 puis découvert en 1985 est composé de 28 000 pièces (4 706 deniers d'argent, 23 297 antoniniens en argent ou en billon ainsi que 45 monnaies de bronze et 6 en or), d'une cinquantaine de bijoux ou objets précieux (bagues, colliers, bracelets, pendants d'oreilles, deux couteaux à manche d'ivoire sculpté, etc.). Il est conservé au musée archéologique qui conserve également des sarcophages, pierres tombales gravées, stèles, mosaïques, chapiteaux, fragments de fresques, poteries, etc.

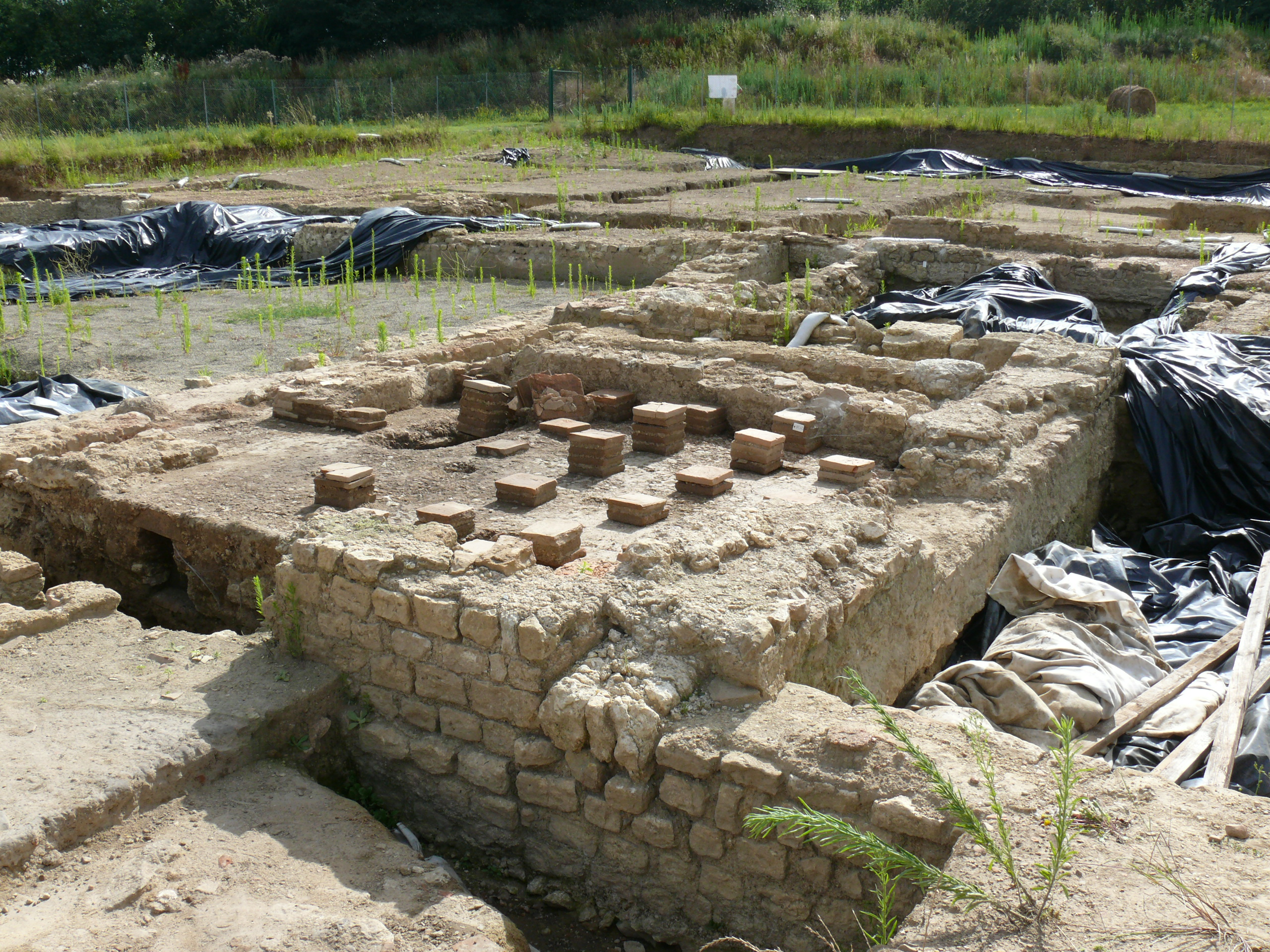
Eauze, site d'Elusa, vestiges d'une maison à hypocauste

- La trame orthogonale des rues de la ville antique a été mise en évidence par photographie aérienne en 1992. Cela a motivé la constitution d'une réserve archéologique d'une vingtaine d'hectares.

- Les fouilles archéologiques, qui y ont été menées de 2001 à 2012, ont permis de mettre au jour la totalité d'une vaste domus de la cité et des rues environnantes d'Elusa. Cette domus occupe une superficie de 2600 m² au sol d'un ilot un peu excentré de la cité. La fouille a permis de faire apparaître l'évolution de l'urbanisation de ce quartier du Ier siècle au VIe siècle de notre ère. Cette évolution est présentée au centre d'interprétation, dans l'ancienne gare. Les vestiges de la "domus de Cieutat" ont été mis en valeur et sont maintenant ouverts au public.